# 布伦 (梅克伦堡-前波美拉尼亚州)
布伦（德語：Brunn）是德国梅克伦堡-前波美拉尼亚州的市镇，隶属于梅克伦堡湖区县，总面积为47.68平方千米，截至2020年总人口为1038人。